# Internetregulierung
Internetregulierung bezeichnet Versuche, das Internet zu kontrollieren.
Bezogen auf die Inhalte des Internets fallen darunter Internetzensur, also die Sperrung von bestimmten Internetinhalten, die Vorratsdatenspeicherung, das Verbot von unverschlüsselten Funknetzwerken, aber auch die Gründung eines Intranets, wie sie die Arbeitsgruppe "Strafverfolgung" im EU-Rat für Justiz und Inneres vorgeschlagen hat. Ebenfalls Möglichkeiten der Internetregulierung sind Three-Strikes-Sperren, Störerhaftung und Content-Moderation.
Diese Maßnahmen der Internetregulierung sind in vielen Fällen für die Bekämpfung von Internetkriminalität entscheidend.
Bezogen auf die technischen Normen des Internets legen das Internet Architecture Board, die Internet Engineering Task Force, die Internet Society, historisch auch die InterNIC sowie die Internet Corporation for Assigned Names and Numbers Regeln für das Internet fest.
Auch die Durchsetzung von Netzneutralität stellt eine Form der Internetregulierung dar.
Nach Ansicht des Spiegels hat sich um dieses Thema auch ein Generationenkonflikt entwickelt.

## Öffentliche Diskussion
Die öffentliche Diskussion über die Internetregulierung ist sehr stark von Protestbewegungen gegen diese geprägt. Es entstehen Bewegungen wie Stasi 2.0. 2006 wird die Piratenpartei gegründet.
Der Spiegel kritisierte die fehlende öffentliche Debatte zum Thema Netzregulierung: „Der unglückliche Verlauf der Urheberrechtsdebatte zeigt, dass ein Diskurs über intelligente Netzregulierung nicht stattfindet.“ Die Wochenzeitung Die Zeit glaubt diese Diskussion erkannt zu haben und hält sie längst für überfällig: „Plötzlich, schier aus dem Nichts, ist in Zeitungsartikeln, in Diskussionsforen und Postings im Web eine Debatte entbrannt, die notwendig ist und überfällig: eine Debatte über die Freiheit im Netz und ihre Grenzen.“ Im Zusammenhang mit der Urheberrechtsdebatte stellte die Süddeutsche Zeitung fest: „Es geht […] darum, dass der Mensch sich nicht vom Internet in eine in welcher Hinsicht auch immer vollkommene unkontrollierbare (Un-)Ordnung manövrieren lässt.“ Auf der CeBIT 2009 erklärte Ursula von der Leyen: „Wir brauchen eine breite Diskussion um die Netzpolitik.“ Durch die „Thematisierung der Kinderpornografie“ erkannte sie, dass das „Dilemma“ viel größer sei. „Und wo dann nicht gelöscht werden kann, werde ich erneut die Frage stellen müssen: Was tun? Weggucken kann jetzt keiner mehr.“
Im Januar 2010 kündigte die Koalition aus FDP und Union eine neue Arbeitsgruppe „Internet und digitale Gesellschaft“ an. Ein Thema ist unter anderem: „Das Internet als freiheitliches Medium zu schützen sowie seine Funktionsfähigkeit und Integrität als öffentliches Gut zu gewährleisten“. In ihrem 2009 veröffentlichten Leitkonzept nennt die FDP die Bekämpfung der „Internetpiraterie“ eine „besondere Herausforderung“.
Doch der Freiheit des Internets wird eine wichtige Rolle zugesprochen, um auch unter einer Diktatur die Meinungsfreiheit zu sichern. So sollen Facebook und Twitter beim Arabischen Frühling eine wichtige Rolle gespielt haben. Befürchtet wird auch eine „chinesische Lösung“. Mit der Great Firewall of China wird weltweit eine der stärksten Internetzensursysteme betrieben, welche die Meinungsfreiheit der Chinesen stark einschränkt.
Hans-Peter Uhl, ein CSU-Abgeordneter, meint deshalb: „Es geht nicht um eine stärkere Regulierung, aber vielleicht um eine intelligentere Form der Regulierung.“
Maik Fielitz vom IDZ Jena erhob auf Phoenix im Nachgang eines öffentlich auf der Plattform X ausgestrahlten Gesprächs zwischen Elon Musk und Alice Weidel (AfD) bedenken gegen einen unregulierten Austausch im Internet. Er sagte, die EU müsse sich damit auseinandersetzen, ob es jedem einfach erlaubt sein sollte, mit einem "Massenpublikum" zu kommunizieren.
Diese öffentliche Diskussion zeigt, dass, in welcher Form und ob Internetregulierung überhaupt nötig ist, sehr stark umstritten ist.